# Del·laïta
La del·laïta és un mineral de la classe dels silicats. Rep el nom en honor de Della M. Roy (1926-2021), professora de la Universitat Estatal de Pennsilvània, als Estats Units, científica de materials, qui va sintetitzar el mineral.

## Característiques
La del·laïta és un silicat de fórmula química Ca₆(Si₂O₇)(SiO₄)(OH)₂. És una espècie aprovada per l'Associació Mineralògica Internacional i publicada per primera vegada el 1965. Cristal·litza en el sistema triclínic. És una espècie ralcionada amb la kil·lalaïta. L'exemplar que va servir per a determinar l'espècie, el que es coneix com a material tipus, es troba conservat al Museu Nacional d'Història Natural dels Estats Units, amb el número de col·lecció 119426.
Segons la classificació de Nickel-Strunz, la del·laïta pertany a «09.B - Estructures de sorosilicats amb grups barrejats de SiO₄ i Si₂O₇; cations en coordinació octaèdrica [6] i major coordinació» juntament amb els següents minerals: al·lanita-(Ce), al·lanita-(La), al·lanita-(Y), clinozoisita, dissakisita-(Ce), dol·laseïta-(Ce), epidota, epidota-(Pb), khristovita-(Ce), mukhinita, piemontita, piemontita-(Sr), manganiandrosita-(La), tawmawita, manganipiemontita-(Sr), ferrial·lanita-(Ce), clinozoisita-(Sr), manganiandrosita-(Ce), dissakisita-(La), vanadoandrosita-(Ce), uedaïta-(Ce), epidota-(Sr), al·lanita-(Nd), ferrial·lanita-(La), åskagenita-(Nd), zoisita, macfal·lita, sursassita, julgoldita-(Fe2+), okhotskita, pumpel·lyïta-(Fe2+), pumpel·lyïta-(Fe3+), pumpel·lyïta-(Mg), pumpel·lyïta-(Mn2+), shuiskita, julgoldita-(Fe3+), pumpel·lyïta-(Al), poppiïta, julgoldita-(Mg), ganomalita, rustumita, vesuvianita, wiluïta, manganovesuvianita, fluorvesuvianita, vyuntspakhkita-(Y), gatelita-(Ce) i västmanlandita-(Ce).

## Formació i jaciments
Va ser descoberta a Kilchoan, a la península d'Ardnamurchan, a les Northwest Highlands, Escòcia (Regne Unit). Més tard també ha estat trobada en altres dos indrets: la mina Akagane, a la ciutat japonesa d'Ohshuu, a la regió de Tohoku; i al massís de Birkhin, a l'óblast d'Irkutsk, Rússia.